# Détenus juifs de Maurice
Les détenus juifs de Maurice sont les 1 581 réfugiés juifs européens parvenus à l'île Maurice fin décembre 1940 par deux navires néerlandais, le Johan de Witt et le Nieuw Zeeland. Leur nom a été fixé par la population locale, qui les a immédiatement confondus avec des prisonniers de l'Empire britannique. De fait, ils ont été effectivement détenus dans la prison de Beau-Bassin jusqu'à la fin de la Seconde Guerre mondiale, quand ils quittent l'île par le Franconia le 11 août 1945.

## Origines
Fuyant l'avancée du nazisme sur le Vieux Continent, les futurs détenus de Maurice prennent place à bord de trois épaves flottantes, l'Atlantic, le Milos et le Pacific, qui atteignent Haïfa, en Palestine mandataire, fin 1940. Les autorités locales, inquiètes de s'aliéner les Arabes de la région si elles ne limitent pas l'afflux de migrants juifs, décident de les expédier vers une autre colonie de l'Empire britannique, l'île Maurice, et pour ce faire les transbordent en partie sur un navire mieux indiqué pour la traversée de l'océan Indien, le paquebot Patria. Mais celui-ci est coulé par l'organisation sioniste Haganah, qui souhaitait seulement empêcher son départ, le 25 novembre 1940 dans le port de la ville. L'attentat fait plus de 200 morts parmi les réfugiés embarqués sur ce navire.
Les survivants et les réfugiés restés sur l'Atlantic sont conduits à un camp à Atlit, où ils demeurent jusqu'à ce que les premiers reçoivent l'asile politique. Les autres sont brutalement embarqués sur deux navires néerlandais, le Johan de Witt et le Nieuw Zeeland, lesquels les débarquent à l'île Maurice les 27 et 28 décembre 1940 respectivement.

## À Maurice
Chaleureusement accueillis par la population mauricienne, qui néanmoins les confond immédiatement avec des « détenus », ce terme s'imposant dans la presse mauricienne, les 1 581 réfugiés sont de fait conduits non vers un camp mais vers une prison située à Beau-Bassin. Et la décision ne suscite pas débats localement, où le judaïsme est inconnu, seuls quelques Juifs y étant déjà établis. Les autorités coloniales ont d'ailleurs promulgué à Port-Louis dès le 23 décembre 1940, s'attendant à recevoir 4 000 réfugiés, une European Detainees (Control) Ordinance autorisant le gouverneur de Maurice, Sir Bede Clifford, à détenir à son bon plaisir tout réfugié au motif qu'il aura essayé d'entrer illégalement en Palestine. En outre, dans les faits, aucune communication avec les réfugiés n'est autorisée, ce qui empêche à ces derniers de faire connaître leurs doléances.

## Départ de Maurice
Frappés par une épidémie de fièvre typhoïde avant leur arrivée, les détenus, d'abord fortement confinés, gagnent davantage de liberté au fil de la Seconde Guerre mondiale. Ils quittent l'île à la fin du conflit, le 11 août 1945, à bord du Franconia. La majorité opte pour la Palestine mandataire, d'autres pour l'Angleterre, le Canada et les États-Unis.
À Maurice même, 127 Juifs morts pendant leur détention sont enterrés au cimetière de Saint-Martin.